# Roger Houangni
Roger Houangni (ur. 2 listopada 1957) – beniński bokser, uczestnik Letnich Igrzysk Olimpijskich 1980. 
Podczas tych igrzysk startował w wadze lekkopółśredniej. W 1/16 finału zmierzył się z Jacksonem Riverą z Wenezueli. Houangni przegrał 0-5, a finalnie uplasował się na 17. miejscu.